# 長冠

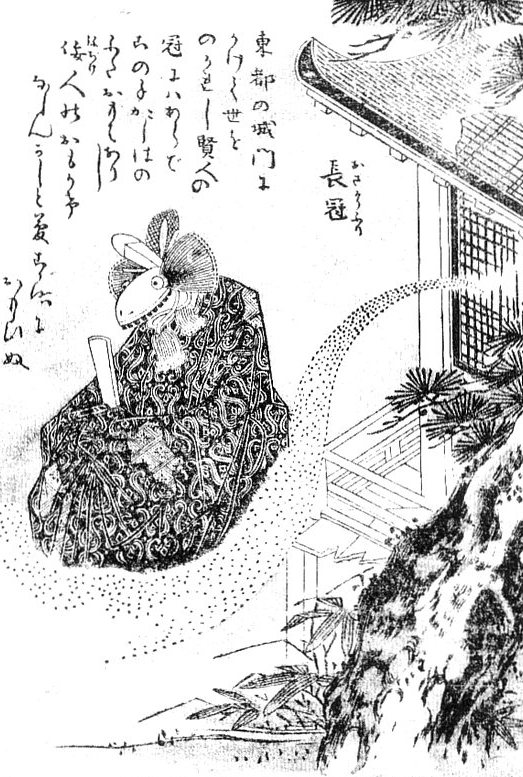
鳥山石燕『百器徒然袋』より「長冠」

長冠（おさこうぶり）は、鳥山石燕による妖怪画集『百器徒然袋』に描かれている日本の妖怪。

## 概要
頭部が冠（巻纓冠）の妖怪として描かれており、束帯を身にまとい、手に笏を持っている。『百器徒然袋』での解説文には、
とある。「東都の城門」とは中国の歴史書『後漢書』に記されている王莽（おうもう）に仕えることを正しくないとして逢萌（ほうぼう）が官職を辞し自分の冠を東都の城門に掛けて去った「挂冠」（けいかん）と呼ばれる故事を引いたもので、長冠はそのような立派な冠とはまったく逆の「保身のために冠をずっと手放さないようなよこしまな者」の冠の妖怪ではないかと記されている。
石燕は沓頬とおなじ見開きに長冠を描いており、この2体は中国のことわざ「瓜田に履（くつ）を入れず李下に冠（かんむり）を正さず」および、『徒然草』に冠（65段）と沓（66段）が登場することをモチーフにして創作されていると考えられている。
浮世絵師・月岡芳年は錦絵『百器夜行』（1865年）に石燕の長冠を参考にしたと見られる絵を描いている。